# Liste der Monuments historiques in Lieuron
Die Liste der Monuments historiques in Lieuron führt die Monuments historiques in der französischen Gemeinde Lieuron auf.

## Liste der Bauwerke
| Bezeichnung    | Beschreibung | Standort | Kennzeichnung | Schutzstatus | Datum | Bild |
| -------------- | ------------ | -------- | ------------- | ------------ | ----- | ---- |
| Friedhofskreuz |              | (Lage)   | PA00090616    | Classé       | 1908  |      |

## Liste der Objekte
- Monuments historiques (Objekte) in Lieuron in der Base Palissy des französischen Kultusministeriums